# Stora Skepptjärnen, Värmland
Stora Skepptjärnen är en sjö i Torsby kommun i Värmland och ingår i Göta älvs huvudavrinningsområde. Sjön har en area på 0,12 kvadratkilometer och ligger 378,9 meter över havet.

## Delavrinningsområde
Stora Skepptjärnen ingår i det delavrinningsområde (677648-132753) som SMHI kallar för Gräns mot Norge. Medelhöjden är 430 meter över havet och ytan är 32,04 kvadratkilometer. Räknas de 4 avrinningsområdena uppströms in blir den ackumulerade arean 153,31 kvadratkilometer. Lutua (Lötån) som avvattnar avrinningsområdet har biflödesordning 2, vilket innebär att vattnet flödar genom totalt 2 vattendrag innan det når havet efter 502 kilometer. Avrinningsområdet består mestadels av skog (89 procent). Avrinningsområdet har 1,55 kvadratkilometer vattenytor vilket ger det en sjöprocent på 4,8 procent.